# Ethel Lina White
Pour les articles homonymes, voir White.
Ethel Lina White, née en 1876 à Abergavenny dans le Monmouthshire au Pays de Galles et décédée le 13 août 1944 à Chiswick dans la banlieue de Londres en Angleterre, est une romancière britannique.  

## Biographie
Elle fut employée pendant quelques années au ministère des pensions à Londres et commença vers les années 1920 à rédiger des essais et poésies pour enfants.
Elle écrivit des romans traditionnels tels que The Wish-Bone (1927), Twill Soon Be Dark (1929) et The Eternal Journey (1930) pour finalement se diriger vers des récits policiers, à suspense et chargés de mystères, comme Put Out the Light (1931) et Fear Stalks the Village (1932). 
Grâce à ces premiers romans policiers, elle commença à acquérir une réputation dans le domaine du suspense. Son troisième roman policier Some Must Watch (1933) - adapté au cinéma en 1945 par Robert Siodmak sous le titre Deux Mains, la nuit (The Spiral Staircase) - la place au premier plan des auteurs du genre.
Mais c'est son sixième roman, The Wheel Spins (1936) (adapté au cinéma en 1938 par Alfred Hitchcock sous le titre The Lady Vanishes, traduit en français Une femme disparaît) qui met au grand jour le talent et le génie d'Ethel Lina White.

## Œuvre
- The Wish-Bone (1927)
- Twill Soon Be Dark (1929)
- The Eternal Journey (1930)
- Put Out the Light (1931)
- Fear Stalks the Village (1932)
- Some Must Watch ou The Spiral Staircase (1933)
- Wax (1935)
  - Le Cabinet de cire, Le Limier no 41 (1952)
- The First Time He Died (1935)
- The Wheel Spins ou The Lady Vanishes (1936)
- The Third Eye (1937)
- The Elephant Never Forgets (1937)
- Step in the Dark (1938)
- While She Sleeps (1940)
- She Faded into Air (1941)
- Midnight House (titre U.S. Her Heart in Her Throat, 1942)
- The Man Who Loved Lions (titre U.S. The Man Who Was Not There, 1943)
- They See in Darkness (1944)

## Filmographie

### Comme auteur adapté

#### Au cinéma
- 1938 : Une femme disparaît (The Lady Vanishes), film britannique réalisé par Alfred Hitchcock d'après le roman éponyme avec Margaret Lockwood, Michael Redgrave et Paul Lukas.
- 1945 : L'Invisible Meurtrier (The Unseen), film américain réalisé par Lewis Allen d'après le roman Midnight House avec Joel McCrea, Gail Russell et Herbert Marshall.
- 1945 : Deux Mains, la nuit (The Spiral Staircase), film américain réalisé par Robert Siodmak d'après le roman éponyme avec Dorothy McGuire, George Brent et Ethel Barrymore.
- 1975 : La Nuit de la peur (The Spiral Staircase), film britannique réalisé par Peter Collinson d’après le roman éponyme, avec Jacqueline Bisset, Christopher Plummer, John Phillip Law et Gayle Hunnicutt.
- 1979 : Une femme disparaît (The Lady Vanishes), film britannique réalisé par Anthony Page d'après le roman éponyme avec Elliott Gould, Cybill Shepherd et Angela Lansbury.

#### À la télévision

##### Séries télévisées
- 1965 : Suspicion (The Alfred Hitchcock Hour), saison trois, épisode no 17 An Unlocked Window.
- 1969 : Detective, saison trois, épisode no 4 Put Out the Light.
- 1985 : Alfred Hitchcock présente, reprise de l’épisode An Unlocked Window dans le pilote de la série.

##### Téléfilms
- 2003 : Le Secret du manoir (The Spiral Staircase), téléfilm américain réalisé par James Head, avec Nicollette Sheridan et Judd Nelson.
- 2013 : The Lady Vanishes, téléfilm britannique réalisé par Diarmuid Lawrence d’après le roman éponyme, avec Tuppence Middleton et Keeley Hawes.